# 2,2'-二甲基联苯-4,4'-二甲酸
2,2'-二甲基联苯-4,4'-二甲酸是一种有机化合物。

## 制备
它可以2,2'-二甲基联苯-4,4'-二胺盐酸盐为原料，经重氮化反应生成二碘化物，氰基取代后水解得到。